# معركة فولنوفاخا
معركة فولنوفاخا هي معركة جرت بين القوات الروسية وقوات جمهورية دونيتسك الشعبية من جهة والقوات الأوكرانية من جهة أخرى كجزء من هجوم شرق أوكرانيا خلال الغزو الروسي لأوكرانيا 2022. قادت المعركة قوات جمهورية دونيتسك وأدت إلى دمار واسع النطاق لمدينة فولنوفاخا وخسائر فادحة لكلا الجانبين.

## المعركة
خلال الأيام الأولى من الغزو الروسي، انخرطت القوات الروسية في قصف شديد لمدينتي فولنوفاكا وشاستيا. تم الإبلاغ عن أن فولنوفاخا كانت على وشك أزمة إنسانية في 28 فبراير، وكادت أن تُدمر بحلول الأول من مارس، مع حوالي 90 ٪ من مبانيها إما تضررت أو دمرت. تم قطع الطعام والماء والكهرباء على السكان الناجين. وعقب الهجوم، تناثرت الجثث في الشوارع.
في 4 مارس، ادعت أوكرانيا أنها أسقطت طائرة مقاتلة روسية من طراز سو-34 فوق فولنوفاكا. في 5 مارس، أعلنت سلطات جمهورية دونيتسك الشعبية وفاة العقيد فلاديمير «فوها» زوغا، المقرب من أرسين بافلوف وقائد كتيبة سبارتا منذ عام 2016، الذي قُتل برصاص قناص أثناء إخلاء المدنيين. منحه زعيم دونيتسك الشعبية دينيس بوشلين بعد وفاته لقب بطل جمهورية دونيتسك الشعبية ومنحه بوتين لقب بطل الاتحاد الروسي. خلف فلاديمير والده أرتيم جوجا، رئيس الأركان منذ 2014، قائدًا لكتيبة سبارتا. نشر مراسل الحرب الموالي لروسيا، وار جونزو، عدة مقاطع فيديو من فولنوفاكا لجنود كتيبة سبارتا، وتصور المقاطع تدمير دبابة أوكرانية وعربات مدرعة وفيديو لجنود جمهورية دونيتسك داخل مدينة فولنوفاكا وجثث جنود أوكرانيين قتلى في الشارع.
تم تضمين فولنوفاكا في مدينة ماريوبول المجاورة كجزء من الممر الإنساني المتفق عليه بين أوكرانيا وروسيا. بحلول 1 مارس، قامت السلطات الأوكرانية بإجلاء حوالي 500 مدني.
في 11 مارس، قالت روسيا أن قواتها وقوات جمهورية دونيتسك الشعبية استولت على فولنوفاكا.